# Municipio de Oxford (condado de Guernsey)
El municipio de Oxford (en inglés: Oxford Township) es un municipio ubicado en el condado de Guernsey en el estado estadounidense de Ohio. En el año 2010 tenía una población de 809 habitantes y una densidad poblacional de 10,36 personas por km².

## Geografía
El municipio de Oxford se encuentra ubicado en las coordenadas 40°2′25″N 81°16′54″O / 40.04028, -81.28167. Según la Oficina del Censo de los Estados Unidos, el municipio tiene una superficie total de 78.06 km², de la cual 78,05 km² corresponden a tierra firme y (0 %) 0 km² es agua.

## Demografía
Según el censo de 2010, había 809 personas residiendo en el municipio de Oxford. La densidad de población era de 10,36 hab./km². De los 809 habitantes, el municipio de Oxford estaba compuesto por el 96,91 % blancos, el 0,49 % eran afroamericanos, el 0,25 % eran amerindios, el 0,12 % eran asiáticos y el 2,22 % eran de una mezcla de razas. Del total de la población el 0,87 % eran hispanos o latinos de cualquier raza.